# Претто, Сатча
Са́тча Пре́тто Пади́лья (англ. Satcha Pretto Padilla; 5 апреля 1980, Ла-Пас, Гондурас) — гондурасская журналистка и телеведущая.

## Биография
Сатча Претто Падилья родилась 5 апреля 1980 года в Ла-Пасе (Гондурас) в семье панамца Роландо Претто (умер от сердечного приступа в 1996 году) и гондураски Лиз Падильи. В 1983—1998 года Сатча жила в Тегусигальпе, но в настоящее время она проживает в Майами (штат Флорида, США).

## Карьера
Сатча начала свою карьеру в 1997 году в качестве радиоведущей. Претто наиболее известна как ведущая утреннего шоу «¡Despierta América!» (2011—). Она является лауреатом премии «Эмми».

## Личная жизнь
С 10 августа 2013 года Сатча замужем за Аароном Батлером, с которым она встречалась 7 лет до их свадьбы. У супругов есть сын — Брюс Аарон Батлер (род.12.07.2014).